# Ten Horns - Ten Diadems
Ten Horns - Ten Diadems är ett samlingsalbum av norska black metal-bandet Satyricon, som gavs ut den 25 juni 2002. Albumet kommer i en box innehållande en 30-sidor tjock booklet med biografi, sällsynta fotografier på bandet, och Satyrs tankar om alla låtar denna skiva innehåller, var och en för sig.

## Låtförteckning
1. "Filthgrinder" - 06:42
2. "Dominions of Satyricon" (Remastered) – 9:27
3. "Forhekset" – 4:31
4. "Night of Divine Power" (Remastered) – 5:50
5. "Hvite krists død" – 8:29
6. "Mother North" – 6:26
7. "Supersonic Journey" – 7:49
8. "Taakeslottet" (Remastered) – 5:52
9. "Serpent's Rise" – 3:21
10. "Repined Bastard Nation" – 5:43

- Text och musik: Satyr (Sigurd Wongraven)
- Omslagskonst: Satyr, Superlow